# Gerald O. Glenn
Gerald O. Glenn (* 18. August 1953 in Kingsville, Texas; † 11. April 2020) war ein US-amerikanischer Pastor an der New Deliverance Evangelistic Church in Richmond (Virginia) und zugleich ein Auxiliary Bishop in der Church of God in Christ.

## Leben
Der in Kingsville geborene Glenn war Sohn einer Teenagerin und wurde von seinen Großeltern mit großgezogen. Nach einer kriminellen Jugend in Portsmouth wurde er zunächst Polizeibeamter in derselben Stadt.
1995  gründete er die New Deliverance Evangelistic Church und war bis zu seinem Tod als Bischof Pastor der Kirche. Er war außerdem Kaplan der Polizei von Chesterfield County und zahlreicher Sportmannschaften. Ihm gelang es die örtlichen Gruppen des NAACP, der Daughters of the Confederacy und der Sons of Confederate Veterans zu einer gemeinsamen Erklärung zum Gedenken an die Konföderation zu bewegen. Er hatte sich allerdings noch 2000 kritisch gegenüber diesem Gedenken geäußert und war 2001 ein prominenter Führer im Protest gegen den von Gouverneur Jim Gilmore beschlossenen Confederate History Month. 2006 wurde er von der Church of God in Christ zum Bischof erhoben.
Während der COVID-19-Pandemie erklärte er im Rahmen eines Gottesdienstes am 22. März 2020, er glaube fest daran, dass Gott größer sei als das Virus SARS-CoV-2. Er soll in dem Gottesdienst ferner erklärt haben, dass er den Tod nicht fürchte und weiterpredigen würde, bis er im Gefängnis oder im Krankenhaus sei. Diese Predigt war im Rahmen der Debatte um den Umgang mit räumlicher Distanz in Glaubensgemeinschaften. Er ließ in dem Gottesdienst die Gemeinde aufstehen, um zu zeigen, wie viele Gläubige sich über das Gebot hinwegsetzten, sich nicht in größeren Gruppen als zehn Personen zu versammeln.
Am 27. März 2020 zeigte er Symptome einer SARS-CoV-2-Infektion, die aber zunächst einer Vorerkrankung zugeschrieben wurden. Glenn litt an Divertikulitis. So wurde er erst am 3. April 2020 auf eine Infektion getestet. Er und seine Ehefrau wurden schließlich im Krankenhaus wegen der Viruserkrankung behandelt.
Im Ostergottesdienst am 12. April 2020 wurde bekanntgegeben, dass Glenn am Samstag zuvor der COVID-19-Pandemie in den Vereinigten Staaten zum Opfer gefallen und verstorben sei.